# العلاقات السنغافورية السورية
العلاقات السنغافورية السورية هي العلاقات الثنائية التي تجمع بين سنغافورة وسوريا.

## مقارنة بين البلدين
هذه مقارنة عامة ومرجعية للدولتين:
| وجه المقارنة                                              | سنغافورة                                                                 | سوريا                    |
| --------------------------------------------------------- | ------------------------------------------------------------------------ | ------------------------ |
| المساحة (كم2)                                             | 719                                                                      | 185.18 ألف               |
| عدد السكان (نسمة)                                         | 5.89 مليون                                                               | 18.27 مليون              |
| الكثافة السكانية (ن./كم²)                                 | 819.19 ألف                                                               | 98.66                    |
| العاصمة                                                   | سنغافورة                                                                 | دمشق                     |
| اللغة الرسمية                                             | اللغة الإنجليزية، اللغة الملايو، اللغة الصينية القياسية، اللغة التاميلية | اللغة العربية            |
| العملة                                                    | دولار سنغافوري                                                           | ليرة سورية               |
| الناتج المحلي الإجمالي (بليون دولار)                      | 323.91 مليار                                                             | 60.20 مليار              |
| الناتج المحلي الإجمالي (تعادل القوة الشرائية) بليون دولار | 472.59 مليار                                                             |                          |
| الناتج المحلي الإجمالي الاسمي للفرد دولار أمريكي          | 52.89 ألف                                                                |                          |
| الناتج المحلي الإجمالي للفرد دولار أمريكي                 | 82.76 ألف                                                                |                          |
| مؤشر التنمية البشرية                                      | 0.925                                                                    | 0.594                    |
| رمز المكالمات الدولي                                      | +65                                                                      | +963                     |
| رمز الإنترنت                                              | .sg                                                                      | .sy                      |
| المنطقة الزمنية                                           | ت ع م+08:00، توقيت سنغافورة المنسق ‏                                      | ت ع م+02:00، ت ع م+03:00 |

## منظمات دولية مشتركة
يشترك البلدان في عضوية مجموعة من المنظمات الدولية، منها:
| علم المنظمة | اسم المنظمة                               | تاريخ انضمام سنغافورة | تاريخ انضمام سوريا |
| ----------- | ----------------------------------------- | --------------------- | ------------------ |
|             | مؤسسة التنمية الدولية                     | 27 سبتمبر 2002        | 28 يونيو 1962      |
|             | يونسكو                                    | 8 أكتوبر 2007         | 16 نوفمبر 1946     |
|             | وكالة ضمان الاستثمار متعدد الأطراف        | 24 فبراير 1998        | 14 مايو 2002       |
|             | الأمم المتحدة                             | 21 سبتمبر 1965        | 24 أكتوبر 1945     |
|             | الاتحاد البريدي العالمي                   | ?                     | ?                  |
|             | البنك الدولي للإنشاء والتعمير             | 3 أغسطس 1966          | 10 أبريل 1947      |
|             | المنظمة الهيدروغرافية الدولية             | ?                     | ?                  |
|             | الاتحاد الدولي للاتصالات                  | 22 أكتوبر 1965        | 12 يناير 1924      |
|             | منظمة حظر الأسلحة الكيميائية              | ?                     | ?                  |
|             | مؤسسة التمويل الدولية                     | 4 سبتمبر 1968         | 28 يونيو 1962      |
|             | المركز الدولي لتسوية المنازعات الاستشارية | 13 نوفمبر 1968        | 24 فبراير 2006     |
|             | منظمة الشرطة الجنائية الدولية             | ?                     | ?                  |

## وصلات خارجية
- موقع وزارة الخارجية السنغافورية